# Rafael Arruda
Rafael Arruda é um distrito do município brasileiro de Sobral, no interior do estado do Ceará. Segundo o censo demográfico de 2022, realizado pelo Instituto Brasileiro de Geografia e Estatística (IBGE), sua população era de 2 314 habitantes e havia 886 domicílios particulares permanentes ocupados.
De acordo com o IBGE, em 2010 a população era de 2 637 habitantes e havia 1 047 domicílios particulares.
Foi criado com o nome de Olho-d'Água pela lei estadual nº 3.958 de 10 de dezembro de 1957, a partir de um povoado desmembrado do distrito de Jaibaras. Entre 1988 e 1993 passou a se chamar Rafael Arruda.